# Karl Winkler (Politiker, 1852)
Karl Hermann Winkler (* 21. Januar 1852 in Klagenfurt; † 13. November 1926 ebenda) war ein österreichischer Oberlandesgerichtsrat und Politiker.

## Leben
Winkler war der Sohn des Gerichtsvollziehers beim Landesgericht Klagenfurt Johann Winkler († vor 1871) und dessen Ehefrau Barbara geborene Silbar. Er war römisch-katholisch und heiratete am 31. August 1878 Anna Seyerl (* 11. Januar 1860; † 1. März 1949), der Tochter von Moritz Seyerl. Aus der Ehe gingen vier Söhne hervor.
Nach dem Jusstudium an der Universität Graz trat er 1875 in den Justizdienst in Klagenfurt ein und wurde Adjunkt beim Bezirksgericht Wolfsberg, Richter bei den Bezirksgerichten in Winklern (1889), Spittal (1890) und Wolfsberg (1897). Im Jahr 1897 folgte die Ernennung zum Landesgerichtsrat, ab 1902 in Klagenfurt, Oberlandesgerichtsrat. 1913 trat er als Hofrat in Pension.
Er war Mitglied der Sängerschaft Gothia in Graz, Mitglied des Direktoriums der Kärntner Sparkasse (Rechtskonsulent) und Gemeinderat in Wolfsberg. Bei der Reichsratswahl 1907 war er Kandidat der DVP im Wahlbezirk Kärnten 5.
Vom 16. April 1903 bis zum 20. September 1915 war er Abgeordneter im Kärntner Landtag. Im Landtag war er in der IX. Wahlperiode von 1903 bis 1909 war er Mitglied des Finanz- und des politisch-juridischen Ausschusses und in der X. Wahlperiode von 1909 bis 1915 Mitglied des Landesausschusses. Er gehörte dem Klub DVP an.

## Auszeichnungen
Er erhielt das Komturkreuz des Franz-Joseph-Ordens und das Kriegskreuz für Zivilverdienste I. Klasse. Daneben wurde er zum Ehrenbürger in mehreren Lavanttaler Gemeinden ernannt. Er ist auf dem Friedhof Annabichl begraben.